# 어벤져스: 엔드게임
《어벤져스: 엔드게임》(영어: Avengers: Endgame)은 2019년 개봉한 미국의 슈퍼히어로 영화로, 마블 코믹스의 어벤져스를 원작으로 하고 있으며, 마블 스튜디오가 제작하고, 월트 디즈니 스튜디오스 모션 픽처스가 배급하였다. 이 영화는 2012년 영화 어벤져스와, 2015년 영화 어벤져스: 에이지 오브 울트론, 2018년 영화 어벤져스: 인피니티 워에 이어 나온 마지막 어벤져스 시리즈이자, 마블 시네마틱 유니버스 (MCU)의 22번째 작품에 해당한다. 앤서니 루소와 조 루소가 감독하고 크리스토퍼 마커스와 스티븐 맥필리가 공동으로 각본을 썼으며, 이전의 MCU 영화에보다도 많은 배우와 앙상블 캐스트들이 등장한다. 이 영화에서 어벤져스의 살아남은 멤버들은 타노스가 인피니티 워에서 일으켰던 파괴를 전으로 되돌리려 시도한다.
이 영화는 "어벤져스: 인피니티 워 Part 2"라는 제목으로 2014년 10월에 발표되었으나, 이후 마블 스튜디오는 이 제목을 삭제했다. 2015년 4월, 앤서니 루소와 조 루소가 감독을, 크리스토퍼 마커스와 스티븐 맥필리가 각본을 쓰기로 계약하였다. 영화에서는 현재의 멤버들이 과거에 방문하는 장면이 포함되어 있어, 이전에 촬영되던 배우와 설정, 줄거리 등이 모두 그대로 연출되었다. 촬영은 인피니티 워 촬영이 끝나고 2017년 8월 미국 조지아주 페이엣군 파인우드 애틀랜타 스튜디오에서 시작되어 2018년 1월 종료되었다. 추가 촬영은 메트로와 애틀랜타, 뉴욕주, 스코틀랜드와 잉글랜드 등에서 이루어졌으며, 공식 영화명은 2018년 12월 공개되었다. 이 영화는 약 3억 5600만 달러의 예산으로 제작되어 현재까지 만들어진 영화들 중 3번째로 많은 제작비로 제작되었다.
엔드게임은 2019년 4월 22일 페이즈 3의 일부로 로스앤젤레스에서 처음 개봉되었다. 이 영화는 여러 부분에서 극찬을 받았고, 평론가들은 마블의 22편의 영화 중 이야기의 정점을 찍었다고 호평을 보냈다. 엔드게임은 27억 9800만 달러의 수익을 올려 인피니티 워의 수익을 11일 만에 뛰어넘어 역대 2번째로 높은 수익을 올렸다. 이 영화는 제92회 아카데미상, 제73회 영국 아카데미 영화상, 제25회 크리틱스 초이스상 등에서 많은 상을 수상했다.

## 줄거리
타노스가 우주의 균형을 맞추기 위해 인피니티 건틀렛을 사용하고 모든 생명체의 절반이 타노스의  핑거스냅으로 사라지게 되었다. 캡틴마블은 우주에서 떠돌고 있는 토니 스타크와 네뷸라를 지구로 데려온다. 토니를 제외한 브루스 배너, 스티브 로저스, 토르, 로켓, 나타샤 로마노바, 제임스 로드 등 남아있는 어벤져스 멤버들은 타노스가 가지고 있는 인피니티 스톤을 이용해 모든 우주 생명체에 절반을 되돌리기 위해 타노스를 찾고 타노스를 기습하는데 타노스는 이미 스톤을 파괴하는데 스톤을 써버린 상태였다. 화가 난 토르는 스톰 브레이커를 이용해 타노스의 목을 베어버린다.
그로부터 5년 뒤, 앤트맨은 쥐가 양자 터널 버튼을 눌러준 덕분에 양자 영역에서 빠져나오게 된다. 그는 현실세계와 양자 영역이 흐르는 시간대가 다르다는 것을 이용해 시간여행을 할 수 있을지도 모른다는 가설을 세우고 어벤져스 멤버들중 스티브 로저스, 나타샤 로마노바와 함께 토니 스타크를 찾아간다. 스타크에게 현재의 타노스가 벌인 일을 되돌리기 위해 과거로 가서 인피니티 스톤들을 되찾는 걸 도와달라고 요청하지만 스타크는 딸 모건을 잃을까 두려워 도움 요청을 거절한다.
하지만 토니 스타크는 이미 과거로 시간여행을 할 수 있는 방법을 찾고 있는 상태였고, 결과적으로 그 방법을 찾아내었다. 시간여행이 가능하다는 걸 확신하게 된 후 아내인 페퍼 포츠와 이야기를 나눈 뒤, 마음을 정하고 시간여행에 대한 어려움을 겪고 있는 남은 어벤져스 멤버들과 합류하게 된다. 여기서 토니는 스티브에게 방패를 다시 선물하게 된다. 배너는 과거를 바꾸는 것이 현재의 자신들에게 영향을 주지 않고, 변화들은 대신에 평행 세계를 만든다고 알려준다. 배너와 로켓은 타노스를 막지 못한 것에 회한이 생겨 비만 상태의 알코올 중독이 되어버린 토르를 데려가기 위해, 노르웨이에 세워진 뉴 아스가르드(새로운 아스가르드) 난민들의 터전인 뉴 아스가르드로 간다. 도쿄에선, 로마노프가 가족이 사라진 뒤에 무자비한 로난이 되어버린 클린트 바튼을 데려온다.
배너, 랭, 로저스, 스타크는 2012년 뉴욕으로 시간 여행을 간다. 배너는 생텀을 방문하여 에이션트 원에게 타임 스톤을 자신에게 줘야한다고 설득한다. 로저스는 마인드 스톤을 성공적으로 회수하지만, 스타크와 랭은 의도하지 않은 실수로 2012년의 로키가 스페이스 스톤을 갖고 도망치게 된다. 핌 입자가 돌아갈 양 밖에 남지 않은 상황에서 스페이스 스톤을 가지고 가기 위해 로저스와 스타크는 1970년 쉴드의 본부로 시간 여행을 가서 스페이스 스톤을 얻고, 이 과정에서 젊은 하워드 스타크와 마주쳤다. 한편 로저스는 현재로 돌아가기 위해서 행크 핌에게 핌 입자를 훔친다. 로켓과 토르는 2013년 아스가르드로 가서 제인 포스터에게서 리얼리티 스톤(에테르)을 추출해내고, 또한 토르의 망치 묠니르도 되찾는다. 네뷸라와 로즈는 2014년 모라그로 시간 여행을 가서 피터 퀼이 훔치기 전에 파워 스톤을 가져간다. 로즈는 파워 스톤과 함께 현재로 돌아가지만, 네뷸라는 자신의 기억이 과거의 자신과 연결되면서 무능력하게 된다. 이 연결로, 2014년의 타노스는 미래에 일어난 성공과 그것을 저지하려 하는 어벤져스의 시도를 알게 된다. 타노스는 현재의 네뷸라를 생포하고 과거의 네뷸라를 미래의 네뷸라로 변장시켜 현재로 보낸다. 바튼과 로마노프는 보르미르로 향했고, 그곳에서 소울 스톤의 수호자 레드 스컬은 사랑하는 이를 바쳐야지만 소울 스톤을 얻을 수 있다고 밝힌다. 블랙위도우는 자기 자신을 희생해서, 바튼이 소울 스톤을 얻게 해준다.
현재로 돌아온 어벤져스들은 블랙위도우의 장례식을 치르고, 인피니티 스톤들을 스타크가 만든 나노 건틀렛에 맞추고, 배너는 타노스가 소멸시킨 이들을 되살리기 위해 핑거스냅을 한다. 과거의 네뷸라는 과거의 타노스와 그의 전투선들을 현재로 데려오도록 시간 여행 장치를 가동하고, 타노스는 인피니티 스톤으로 우주를 완전히 파괴하고 재건하도록 계획을 세우고, 어벤저스를 공격한다. 네뷸라는 타노스를 배신하도록 과거의 가모라를 설득하고, 과거의 자신을 죽인다. 묠니르까지 들어올린 로저스는 타노스와 싸우지만 역부족이었다. 그때 되살아난 닥터 스트레인지는 타노스와 그의 군대에 싸우기 위해 다른 마법사들, 되살아난 어벤져스와 가디언즈 오브 갤럭시뿐만 아니라 와칸다와 아스가르드의 군대, 라바저스 등과 포털을 열고 등장한다. 타노스의 무차별 사격을 저지하려 우주선을 부수며 캡틴 마블까지 등장하고 타노스는 건틀렛을 차지하지만, 스타크가 인피니티 스톤들을 빼돌리고 핑거스냅을 해 타노스와 그의 군대는 모두 먼지로 변하게 되고 핑거스냅을 한 후유증으로 스타크는 사망한다.
스타크의 장례식 이후, 토르는 발키리를 뉴 아스가르드의 통치자로 임명하고 2014년의 가모라를 찾는 퀼이 있는 가디언즈 오브 갤럭시에 합류한다. 로저스는 인피니티 스톤들을 그 시간 때 원래 있던 장소로 되돌리고, 과거에 남는다. 현재에서, 노령의 로저스는 자신의 새 방패를 팔콘에게 넘겨준다.

## 출연
비중이 높은 경우 볼드체/비중이 적은 경우 밑줄
- 로버트 다우니 주니어(홍시호) - 토니 스타크 / 아이언맨 역[2][3]
- 크리스 에반스(임채헌) - 캡틴 아메리카 / 스티브 로저스 역[3]
- 톰 홀랜드(심규혁) - 피터 파커 / 스파이더맨 역

- 마크 러팔로(사성웅) - 브루스 베너 / 헐크 역[4]
- 크리스 헴스워스(안장혁) - 토르 역[5]
- 스칼렛 요한슨(소연) - 나타샤 로마노바 / 블랙 위도우 역[6][3]
- 제레미 레너(유동균) - 클린트 바튼 / 호크아이 / 로난 역[7]
- 돈 치들(김승태) - 제임스 "로디" 로드 / 워 머신 역[8]
- 폴 러드(장민혁) - 스콧 랭 / 앤트맨 역[3]
- 브리 라슨(강시현) - 캐럴 댄버스 / 캡틴 마블 역[9][10]
- 캐런 길런(이재현) - 네뷸러 역[11]
- 브래들리 쿠퍼 (목소리), 숀 건 (모션 캡처)(남도형) - 로켓 역[12]
- 조시 브롤린(유해무) - 타노스 역[13][14]
- 기네스 팰트로(한경화) - 페퍼 포츠 역[15]
- 앤서니 매키(박영재) - 샘 윌슨 / 팔콘 역
- 베네딕트 컴버배치(최한) - 닥터 스티븐 스트레인지 역
- 엘리자베스 올슨(문남숙) - 완다 막시모프 / 스칼렛 위치
- 채드윅 보즈먼(이호산) - 티찰라 / 블랙 팬서 역
- 러티샤 라이트(박리나) - 슈리 역
- 안젤라 바셋(양정화) - 라몬다 역
- 세바스찬 스탠(정성훈) - 버키 반스 역
- 에반젤린 릴리(박신희) - 호프 밴 다인 / 와스프 역
- 마이클 더글라스(박일) - 행크 핌 역
- 크리스 프랫(신용우) - 피터 퀼 / 스타로드 역
- 폼 클레멘티프(김서영) - 맨티스 역
- 데이브 바티스타(최석필) - 드랙스 더 디스트로이어 역
- 빈 디젤(이현) - 그루트 역
- 린다 카델리니(김가령) - 로라 바턴 역
- 사무엘 L. 잭슨(김기현) - 닉 퓨리 역
- 코비 스멀더스(한경화) - 마리아 힐 역
- 미셸 파이퍼(서혜정) - 재닛 밴 다인 역
- 제이컵 배털론(박성태) - 네드 역
- 다나이 구리라(윤성혜) - 오코예 역[16]
- 베네딕트 웡(손종환) - 웡 역[17]
- 윈스턴 듀크(김인) - 음바쿠 역
- 존 패브로(박영재) - 해럴드 "해피" 호건 역[18]
- 테사 톰슨(김나율) - 발키리 역
- 마리사 토메이(이지현) - 메이 파커 역
- 타이카 와이티티(한신) - 코르그 역
- 윌리엄 허트(정승욱) - 새디어스 로스 역
- 타이 심프킨스(김나율) - 할리 키너 역
- 케리 컨던(김보나) - F.R.I.D.A.Y. 역
- 사나다 히로유키(이현) - 아키히코 역
- 렉시 레이브(박윤) - 모건 스타크 역
- 에마 퍼먼(홍수정) - 캐시 랭 역
- 켄 정 - 창고 보안요원 역
- 이벳 니콜 브라운 - S.H.I.E.L.D. 요원 역
- 조 루소 - 치유모임 일원 역
- 에이바 루소 - 라일라 바턴 역
- 벤 사카모토 - 쿠퍼 바턴 역
- 케이드 우드워드 - 너새니얼 바턴 역
- 리아 루소 - 헐크 팬 역
- 조 샐다나(전숙경) - 가모라 역
- 톰 히들스턴(엄상현) - 로키 역
- 러네이 루소(이자옥) - 프리가 역
- 존 슬래터리(이동훈) - 하워드 스타크 역
- 틸다 스윈턴(정남) - 에인션트 원 역
- 헤일리 앳웰(김가령) - 페기 카터 역
- 로버트 레드퍼드(신성호) - 알렉산더 피어스 역
- 프랭크 그릴로(최한) - 브록 럼로우 / 크로스본스 역
- 막시밀리아노 에르난데스 - 재스퍼 싯웰 역
- 캘런 멀비 - 잭 롤린스 역
- 나탈리 포트만(김보나) - 제인 포스터 역
- 제임스 다아시(유호한) - 에드윈 자비스 역
- 로스 마퀀드(심승한) - 레드 스컬 역
- 스탠 리(유동균) - 1970년의 자동차 운전자 역
- 마이클 제임스 쇼(김혜성) - 코버스 글레이브 역
- 모니크 갠더턴(김채하) - 프록시마 미드나이트 역
- 테리 노터리 - 컬 옵시디언 역
- 톰 본롤러(박상훈) - 에보니 모 역

## 제작
이 영화는 2014년 10월, 《어벤져스: 인피니티 워 2》로 발표되었다. 루소 형제는 2015년 4월 감독직에, 마커스와 맥필리는 이 영화의 각본에 작업하기로 서명했다. 2016년 7월, 마블은 영화의 제목을 변경하고 단순히 제목 미정의 영화로 언급하고 있었다. 본 촬영은 2017년 8월, 조지아주 파인필드 카운티의 파인우드 애틀랜타 스튜디오에서 시작하여, 《어벤져스: 인피니티 워》를 끝낸 후 2018년 1월에 종료되었다. 이후 다운타운과 메트로 애틀랜타 지역에서 추가 촬영이 진행되었다. 제목 미정의 어벤져스 영화의 제목은 2018년 12월 7일에 《어벤져스: 엔드게임》으로 확정되었고, 2019년 4월 24일, 아이맥스와 3D로 개봉되었다.

## 제공
- 수입/배급 : 월트디즈니컴퍼니코리아 유한책임회사

## 흥행 수익
2019년 4월 24일 수요일 개봉된 한국에서는 개봉일 2760개 스크린에서 12,544회 상영되며 1,338,749명의 관객이 관람했다. 이어 개봉 2일차(25일,목) 83만 명, 3일차(26일,금) 104만 명, 4일차(27일,토) 166만 명, 5일차(28일,일) 143만 명이 관람했다.